# Enrico Lugli
Pour les articles homonymes, voir Lugli.
Enrico Lugli (Rome, 4 février 1889 - Rome, 30 mars 1967) était un général italien, vétéran de la guerre italo-turque et de la Première Guerre mondiale. Pendant la Seconde Guerre mondiale, il a été commandant du 225e régiment d'infanterie "Arezzo", avec lequel il a combattu pendant la campagne de Grèce, de la garde frontalière en Albanie et de la 49e division d'infanterie "Parme". Capturé par les Allemands après l'armistice du 8 septembre 1943 (armistice de Cassibile), il est déporté en Pologne et emprisonné dans le camp de concentration 64/Z de Schokken jusqu'en mai 1945. De retour en Italie, il a été président de l'Association nationale des grenadiers de Sardaigne entre le 31 avril 1959 et le 6 janvier 1962. Décoré d'une médaille d'argent et de deux médailles de bronze de la valeur militaire.

## Biographie
Il est né à Rome le 4 février 1889 et s'est engagé dans l'armée royale (Regio esercito). Le 17 septembre 1910, il a commencé à fréquenter l'Académie royale militaire d'infanterie et de cavalerie de Modène en tant qu'officier stagiaire. Il a participé à la guerre italo-turque en tant que volontaire dans les rangs du 59e régiment d'infanterie "Calabria", et a été décoré de la médaille de bronze de la valeur militaire lors de la bataille de Sidi Abdallah le 3 mars 1912. Ayant repris son cours à l'Académie militaire, il en sort avec le grade de sous-lieutenant (sottotenente) en service permanent affecté au corps d'infanterie le 1er avril de la même année.
Affecté ensuite au corps des grenadiers (granatieri), il participe d'abord à la Grande Guerre comme lieutenant (tenente) au 1er régiment de grenadiers. Promu capitaine (capitano), il commande le 4e bataillon de la brigade des "Grenadiers de Sardaigne" en février-mars 1916. À la fin du conflit, il a été décoré de la médaille d'argent et de la médaille de bronze de la valeur militaire.
En tant que lieutenant-colonel (tenente colonnello), grade qu'il détient le 16 mai 1927, il opère en Cyrénaïque dans le corps local des troupes coloniales royales jusqu'en 1936.
Promu colonel (colonnello) le 1er juillet 1937, il était commandant du 225e régiment d'infanterie "Arezzo" de la 53e division d'infanterie "Arezzo", qui, après l'occupation italienne en 1939, était stationnée en Albanie. Après l'entrée du royaume d'Italie dans la Seconde Guerre mondiale, il participe avec son régiment à la campagne de Grèce qui s'ensuit et qui se termine en mai 1941, en y restant comme force d'occupation.
Du 1er janvier 1942, promu général de brigade (generale di brigata), il commande le Corps des gardes-frontières en Albanie, jusqu'au 1er août 1943, date à laquelle il devient commandant de la 49e division d'infanterie "Parma", basée à Vlora.
A la tête de cette unité, il est surpris par la promulgation de l'armistice du 8 septembre 1943 (armistice de Cassibile) et, deux jours plus tard, il est capturé par les Allemands puis interné dans le camp de concentration 64/Z de Schokken, en Pologne, avant d'être libéré en mai 1945 par les Soviétiques et rapatrié par la suite. Promu général de corps d'armée (generale di corpo d'armata), il est, entre le 31 avril 1959 et le 6 janvier 1962, président de l'"Associazione Nazionale Granatieri di Sardegna".
Il est décédé à Rome le 1er janvier 1966.

## Décorations
- Médaille d'argent de la valeur militaire

- Lors d'une attaque sur une position ennemie, il a donné un exemple de calme admirable, continuant à aider activement le commandement du régiment jusqu'à la fin de l'action. Lorsqu'une contre-attaque ennemie est lancée, il s'occupe de la transmission des ordres et communique, en interprétant intelligemment les pensées du commandement qui, à ce moment-là, se trouve dans des conditions difficiles. Karst (Hauteur 235-Hauteur 219), 24 mai-3 juin 1919.
- Médaille de bronze de la valeur militaire

- Il a audacieusement mené son peloton en soutien d'une section d'artillerie de montagne sérieusement menacée et a contribué par son feu à empêcher l'ennemi de s'en emparer. Sidi-Abdallah (Derna), le 3 mars 1912.
- Médaille de bronze de la valeur militaire

- En tant qu'adjudant-major au 1er, il a assisté son commandant de régiment avec une intelligence et un zèle singuliers dans des situations particulièrement critiques, faisant preuve de hautes compétences militaires, d'une initiative claire et d'un grand courage. Il a, à plusieurs reprises et spontanément, donné sa vie en transmettant des ordres aux unités de première ligne et en conduisant des renforts vers la position de combat, traversant toujours des zones lourdement battues par le feu ennemi. Monte Cengio (Asiago), 22 mai-3 juin 1916.
- Chevalier de l'ordre colonial de l'Étoile d'Italie - arrêté royal du 1er juin 1933[3]
- Grand officier de l'ordre du Mérite de la République italienne - décret présidentiel du 2 juin 1959[4]

## Source
- (it) Cet article est partiellement ou en totalité issu de l’article de Wikipédia en italien intitulé « Enrico Lugli » (voir la liste des auteurs).